# Hașurare
Hașurarea este o tehnică artistică utilizată în desen (sau pictură, sau scriere) pentru a crea efecte tonale sau de umbrire prin linii paralele strâns distanțate. Când liniile sunt plasate în unghi unele față de altele, se numește hașurare întretăiată.
Este, de asemenea, utilizată în reprezentările monocrome heraldice pentru a indica care ar fi culorile de pe un blazon.
Hașurarea este importantă în medii esențial liniare, cum ar fi desenul și multe forme de tipografie, cum ar fi gravurile. În arta occidentală hașurarea a apărut în Evul Mediu și s-a dezvoltat în continuare în hașurare întretăiată, în special în vechile tipografii din secolul al XV-lea. Master ES și Martin Schongauer în gravură și Erhard Reuwich și Michael Wolgemut în xilogravură au fost pionieri ai ambelor tehnici iar Albrecht Dürer a perfecționat tehnica hașurării întretăiate în ambele tehnici. Artiștii folosesc tehnica, variind lungimea, unghiul și distanța dintre hașuri.
În desenul tehnic hașurarea se folosește pentru a indica secțiunile prin piese, iar tipul hașurilor indică natura materialului folosit: metal, lemn, beton etc.

## Tehnica hașurării
Conceptul principal este că cantitatea, grosimea și distanțarea liniilor vor afecta luminozitatea imaginii generale și vor accentua formele care creează iluzia volumului. Liniile de hașurare trebuie să urmeze întotdeauna forma obiectului (de exemplu conturul). Prin creșterea cantității, grosimii și apropierii va rezulta o zonă mai întunecată.
O zonă de umbrire lângă o altă zonă care are linii care merg în altă direcție este adesea utilizată pentru a crea un contrast.
Liniile pot fi folosite pentru a reprezenta culorile, de obicei folosind același tip de hașuri pentru a reprezenta anumite tonuri. De exemplu, roșul ar putea fi alcătuit din linii ușor distanțate, în timp ce verdele ar putea fi format din două straturi de linii dense perpendiculare, rezultând o imagine realistă.
Hașurarea întretăiată este o tehnică în care liniile sunt folosite pentru a crea umbre.

### Variante
Hașurarea liniară
Este hașurarea cu linii paralele. În mod normal liniile urmează direcția planului descris.
Hașurarea întretăiată
Este hașurarea în care hașurile se aplică în straturi, la unghiuri diferite, pentru a crea texturi diferite și tonuri mai întunecate. Cel mai simplu, un strat de hașurare liniară este așezat peste un alt strat la un unghi de 90°, la care pot fi adăugate straturi diagonale suplimentare. Altă metodă este aplicarea de straturi de hașuri care se întretaie la unghiuri arbitrare. Hașurarea în care straturile se intersectează la unghiuri mici poate crea un efect de moar.
Hașurarea după contur
Hașurarea după contur se face cu linii curbe, ea descrie iluminarea și forma contururilor.

## Reprezentarea materialelor
În desenul tehnic hașurarea secțiunilor poate indica materialul unei părți componente a unui ansamblu.  Multe modele de hașuri au fost standardizate de American National Standards Institute (ANSI) și Organizația Internațională de Standardizare (ISO), deși există multe alte modele predefinite care pot fi utilizate. Astfel, modelul de hașurare al oțelului diferă de cel al aluminiului, cuprului etc. Modelele nu sunt doar pentru metale. Modelele pentru iarbă, pietriș, cărămidă și altele se găsesc frecvent în desenele de arhitectură.
În România hașurarea secțiunilor se face conform standardului ISO 128-3.